# Dworzysk (powiat białostocki)
Dworzysk – kolonia w Polsce położona w województwie podlaskim, w powiecie białostockim, w gminie Czarna Białostocka.
W latach 1975–1998 miejscowość administracyjnie należała do województwa białostockiego.
Wierni kościoła rzymskokatolickiego należą do parafii Matki Bożej Anielskiej w Czarnej Wsi.